# ابن سلام
محمّد بن سَلّام جُمَحی با کنیهٔ ابوعبدالله (۷۵۷، بصره - ۸۴۶م، بغداد) ادیب و زبان‌شناس عراقی در دورهٔ اول عباسی بود که بیشتر برای شعرشناسی‌اش (شعر روایی) شهرت یافت. ابن ندیم در الفهرست آثاری از او یاد کرده است که از میان آن‌ها طبقات الشعراء مهم‌ترین است؛ «اثری که شهرت ابن سلام و ارجمندی او در تاریخ ادبیات عربی، در نقد و در تاریخ تألیف به زبان عربی را نمایان می‌سازد.»

## زندگی
«محمد ابن سَلّام بن عبیدالله بن سالم، جُمحی قَرشی» در حدود سال ۷۵۷م/ ۱۴۰ق در بصره زاده شد. نسب‌های جمحی و قرشی از برای موالی‌بودن پدرانش نزد «قدامة بن مظعون جمحی قرشی» برگرفته شده. از بزرگانی مانند اصمعی، بشار بن برد، معمر بن مثنی، مروان بن ابی‌حفصه، مفضل ضبی، یونس بن حبیبدانش فراگرفت؛ همچنین از پدرش. درگذشت او در بغداد در ۸۴۶م / ۲۳۱ق روی داد.

## آثار
- غریب القرآن
- کتاب الفاصل فی مُلَح الأخبار و الاشعار
- کتاب بیوتات العرب
- کتاب طبقات الشعراء الجاهلیین
- کتاب طبقات الشعراء الإسلامیین
- کتاب الحلاب واجر الخیل[۱]